# Yakoma (Volk)
Die Yakoma sind ein Volk der Zentralafrikanischen Republik. 
Sie sprechen die Bantusprache Yakoma und zählen somit zu den Bantuvölkern.
Die insgesamt 160.000 Yakoma machen im Land etwa 4 % der Gesamtbevölkerung aus. Insgesamt leben zudem etwa 10.000 Yakoma im Kongo.
André-Dieudonné Kolingba, Präsident der Zentralafrikanischen Republik von 1979 bis 1993, war ebenfalls ein Yakoma.